# Simone Jacquet Thrysøe
Simone Jacquet Thrysøe (født 3. april 1987) er en kvindelig dansk ishockeyspiller, der spiller forsvar for Danmarks kvindeishockeylandshold og Aalborg IK i KvindeLigaen. Hun har været ishockeyspiller i alt 18 år.
Jacquet er en af de mest rutinerede spiller på det danske A-landshold, med i alt 11 deltagelser ved VM i ishockey for kvinder i både Division IA, Division II og Topdivisionen ved VM 2021 i Canada. Hun deltog desuden under Vinter-OL 2022 i Beijing, hvor det danske hold blev nummer 10.